# Церковь Воскресения Словущего (Кожино)
Церковь Воскресения Словущего (Воскресенский храм) — православный храм Рузского благочиния Московской епархии, расположенный в деревне Кожино Рузского района Московской области.

## История
Деревянная Воскресенская церковь в Кожине, известная с середины XVII века, находилась на территории села.
Строительство церкви было начато в 1808 году князем Петром Алексеевичем Хованским, но остановлено по причине войны 1812 года и, после 1821 года, её остатки были разобраны.
Следующее прошение о строительстве церкви датируется 1821 годом: 2 сентября князь Александр Петрович Урусов писал архиепископу Московскому и Коломенскому Филарету, что старая, деревянная церковь Воскресения Словущего в селе Кожине, Воскресенском тож пришла в ветхость и что …он, и его супруга желают выстроить новую каменную собственным их коштом, также во имя Воскресения Словущего, и по выстройке старую деревянную сломать, а вещи, которые окажутся к употреблению ещё годными перенесть в новую.
Было ли начато строительство в 1821 году — неизвестно, известно, что новая каменная однопрестольная церковь, с отдельно стоящей колокольней, на высоком берегу Москвы-реки, была закончена в 1842 году тщанием действительного статского советника Михаила Ивановича Микулина.
В 1907 году церковь, по проекту архитектора Благовещенского, соединили с колокольней притвором.
В 1934 году храм был закрыт, в нём размещался склад туберкулезного санатория № 58.
В 1998 году храм возвращён верующим, восстанавливается, совершаются богослужения. Часть богослужений совершается мирянским чином.